# Georg Forssman
Ernst Georg Forssman, född 31 oktober 1858 i Växjö, död 16 januari 1907 i Stockholm, var en svensk tandläkare.
Forssman blev elev hos tandläkaren A.F. Bogren i Malmö 1878, avlade tandläkarkandidatexamen 1879, tandläkarexamen 1882 och blev Doctor of Dental Surgery vid Philadelphia Dental College 1883. Han var praktiserande tandläkare i Växjö 1983–84 och i Stockholm från 1884. Han var adjungerad ledamot i Karolinska institutets kommitté för undervisningens ordnande vid Tandläkareinstitutet 1898, av Karolinska institutet utsedd sakkunnig vid tillsättande av lärarplatser vid institutet 1900 och medlem av examensnämnden för tandläkarexamen 1901–03. Han utgav ett flertal avhandlingar i odontologiska ämnen.